# Marcus Storey
Marcus Lorenzo Storey (* 9. November 1982 in Chicago, Illinois) ist ein ehemaliger US-amerikanischer Fußballspieler.

## Karriere
Storey spielte zwischen 2001 und 2004 zunächst für das College-Team der University of North Carolina, wo ihm neben seinem Studium der Kommunikationswissenschaft in 86 Spielen 29 Tore und 21 Vorlagen gelangen. Anschließend wechselte er in die viertklassige Development League der United Soccer Leagues. Bei seiner Mannschaft Carolina Dynamo erreichte er den beachtlichen Schnitt von 1,17 Treffern pro Spiel.
Beim sogenannten SuperDraft, einem jährlich stattfindenden Auswahlverfahren für aktuelle und ehemalige College-Spieler, sicherte sich 2005 das in der Major League Soccer (erste US-amerikanische Liga) spielende Team Columbus Crew die Dienste des Angreifers. Nach einer Saison wurde er an den kurz zuvor gegründeten Ligakonkurrenten Houston Dynamo weiterverkauft, wo er jedoch nicht zurechtkam und kein einziges Spiel absolvierte. 2007 wurde er aus dem Kader gestrichen und war in der Folge zeitweilig vereinslos.
Zu Beginn der Rückrunde 2007/08 verpflichtete der niedersächsische Oberligist TuS Heeslingen den 176 cm großen, schnellen Stürmer, der bei seinem neuen Club einen guten Eindruck hinterließ und in 15 Spielen zehn Tore schoss. Da Heeslingen zwar die sportliche Qualifikation für die neugebildete Regionalliga Nord schaffte, wegen eines unzureichenden Stadions aber dennoch nicht die Lizenz für die Liga erhielt, zog es der von mehreren Vereinen umworbene Storey vor, zum Regionalligisten SV Wilhelmshaven zu wechseln. Dort unterschrieb er einen Vertrag bis Juni 2009. An der Seite des torgefährlichsten Spielers der Liga, Wojciech Pollok, erzielte Storey im Verlauf der Saison 11 Treffer. Er fiel jedoch auch durch Undiszipliniertheiten auf und erhielt zwei Platzverweise. In der Saison 2009/2010 spielte Storey für die SV Drochtersen in der Oberliga Niedersachsen-Ost. Nach einer schweren Verletzung erhielt er dort jedoch keinen neuen Vertrag. Im Oktober 2010 schloss sich Storey wieder seinem alten Arbeitgeber SV Wilhelmshaven an. 2012 wechselte er zum Ligakonkurrenten BSV Rehden. Im Mai 2013 wurde er bei einer Dopingkontrolle positiv auf Methylendioxymethamphetamin getestet und anschließend für zwei Jahre gesperrt. Am 30. Juni 2013 lief sein Vertrag in Rehden aus.
Storey spielte bevorzugt auf der Mittelstürmer-Position und suchte schnell den Abschluss. Aufgrund seines Antritts, seiner Schnelligkeit und Ballbehandlung wich er jedoch auch gerne auf die Flügel aus, wo das Dribbling zu seinen Stärken zählte.